# Aplysia depilans
La lepre marina (Aplysia depilans Gmelin, 1791) è un mollusco gasteropode della famiglia Aplysiidae.

## Descrizione
Specie dalla colorazione molto variabile, da bruno chiaro o rossastro a quasi nero. Si presenta come un ammasso informe quando è raccolta sul fondale.
Se si trova in posizione dorsale è possibile vedere la sua conchiglia trasparente che è molto fragile.

Raggiunge i 30 cm.

## Biologia

### Alimentazione
Sebbene nell'antichità si ritenesse che fosse un animale mortale per gli uomini e che si nutrisse della loro carne, è una specie erbivora che si nutre per lo più di alghe verdi (Ulva) e fanerogame marine (Zostera). L'alimentazione influisce anche sulla colorazione dell'animale.

### Riproduzione
È una specie ermafrodita insufficiente, per riprodursi è quindi necessario che abbia un partner. Le uova sono deposte in modo da formare caratteristici cordoni di colore arancione, chiamati anche, per la loro forma particolare, spaghetti di mare.

## Distribuzione e habitat
La specie è diffusa nelle zone ricche di vegetazione acquatica del mar Mediterraneo e dell'est dell'oceano Atlantico.